# Pfersag-Wasserfall

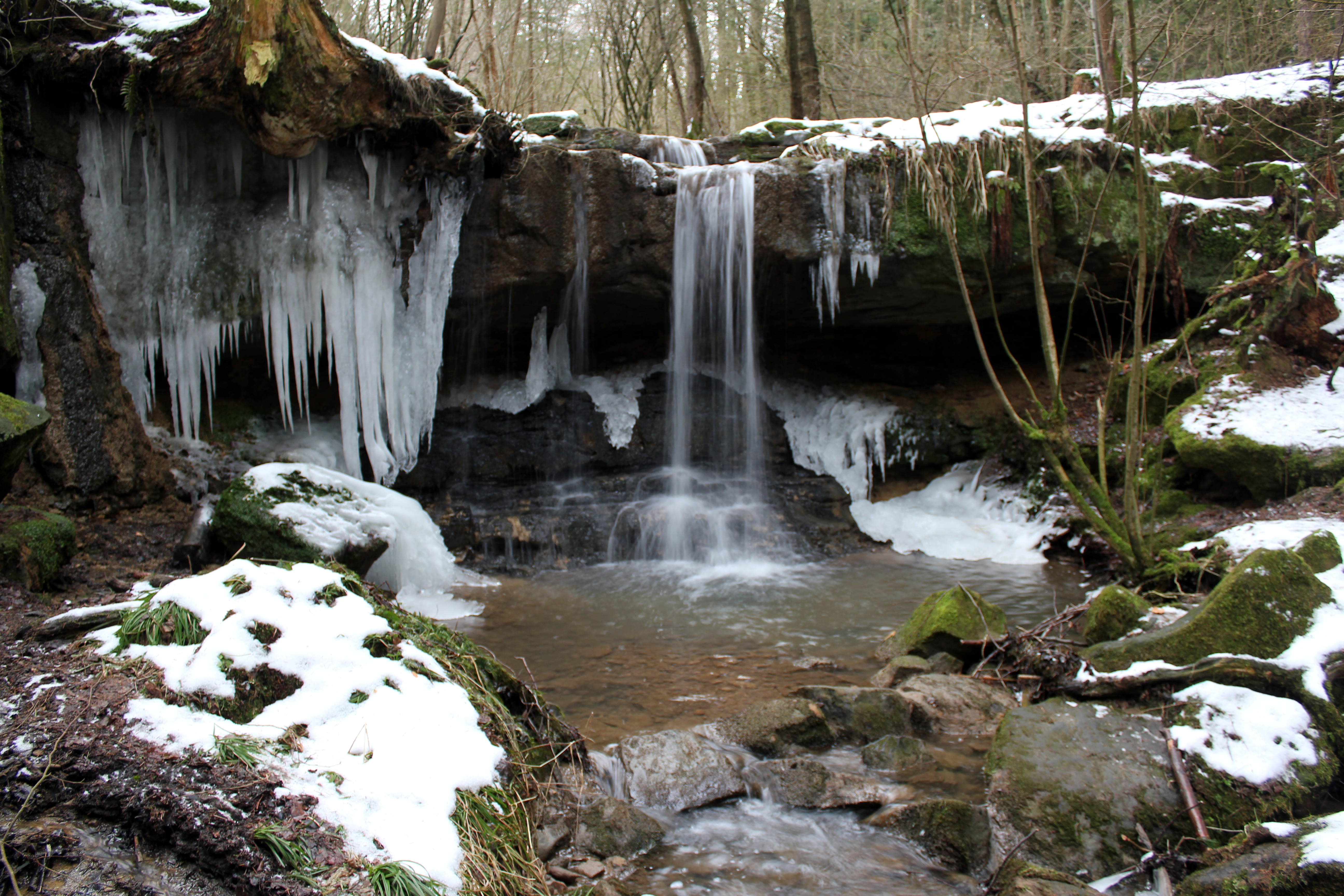
Der Pfersag-Wasserfall im Winter

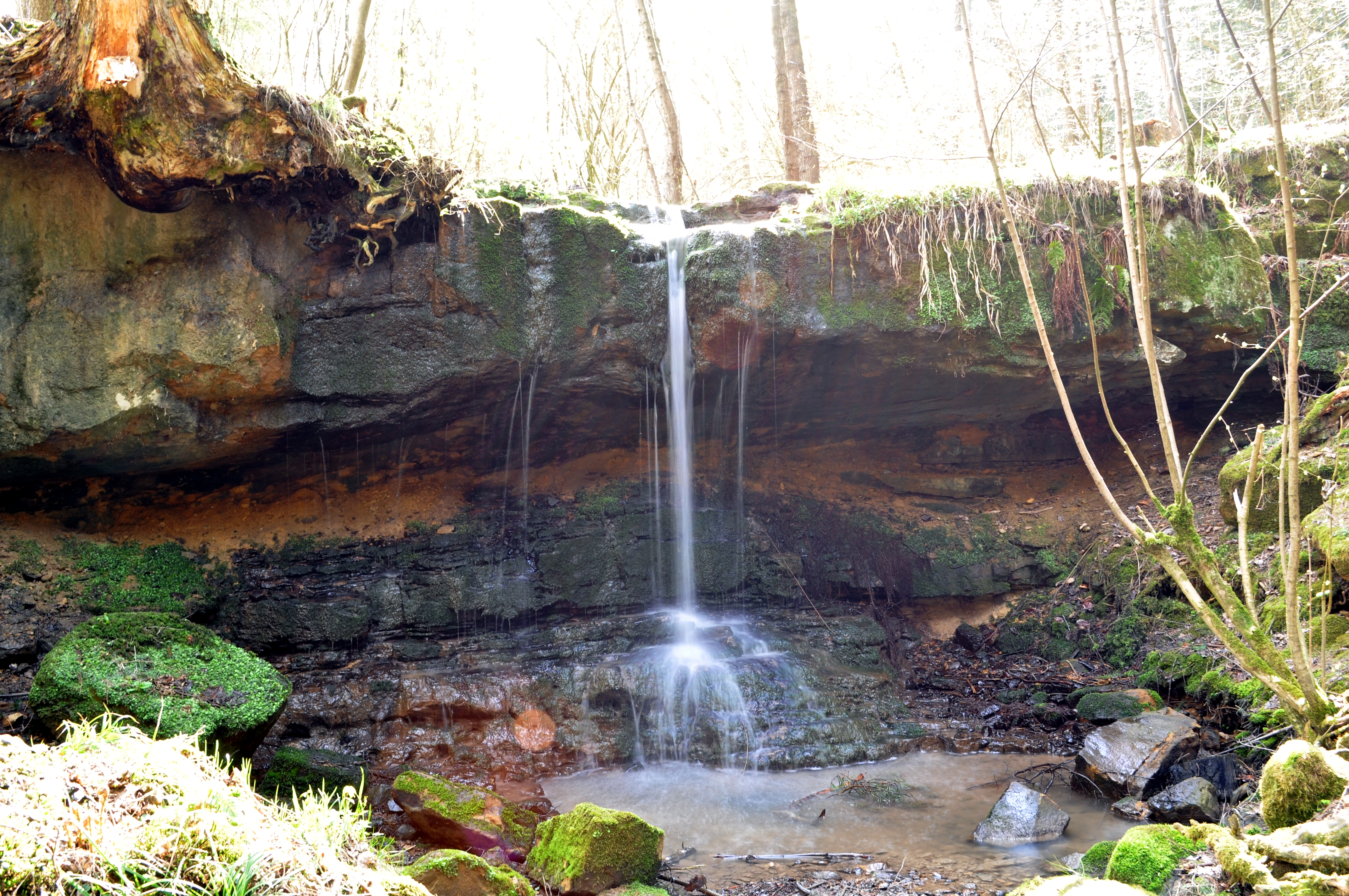
… und im Frühjahr

Der Pfersag-Wasserfall ist ein rund zwei Meter hoher Wasserfall in Form einer frei fallenden Stufe im Burgkunstadter Stadtteil Ebneth in Oberfranken. Gespeist wird der Wasserfall durch den Bach Nassbrunnen, der aus mehreren Quellen entspringt. Der Wasserfall befindet sich auf 380 Meter über NN und liegt am Rande eines Waldstückes, nordöstlich von Ebneth an der Grenze zum Landkreis Kronach.
Der Pfersag-Wasserfall ist vom Bayerischen Landesamt für Umwelt als wertvolles Geotop (Nummer: 478R016) ausgewiesen.